# Sylvin Rubinstein
Sylvin Rubinstein, Bühnenname Imperio (* 1914 bei Moskau; † 30. April 2011 in Hamburg) war ein jüdischer russisch-polnischer Tänzer und Widerstandskämpfer.

## Werdegang
Sylvin Rubinstein und seine Zwillingsschwester Maria Rubinstein waren die unehelichen Kinder einer russisch-jüdischen Tänzerin und eines Offiziers von Nikolaus II. (Russland) Während der Oktoberrevolution (1917) floh die Mutter mit den Kindern in die zu dem Zeitpunkt polnische Stadt Brody, in der die Kinder aufwuchsen.
Anfang der 1920er Jahre nahmen die Kinder, die seit einigen Jahren tanzten, in Riga und Tallinn Unterricht bei einer ehemaligen Moskauer Primaballerina. Sie wechselten später von Ballett zum Flamenco und traten in den 1930er Jahren als Dolores & Imperio in europäischen Varieté-Theatern auf. 1939 konnten Maria und Sylvin Rubinstein nach dem Überfall auf Polen auf Polen das Land nicht mehr verlassen. Ab 1940 lebte das Geschwisterpaar im Untergrund in Warschau, nachdem es zuvor aus dem Ghetto geflohen war. Um in Krakau gefälschte Papiere zu bekommen und die Mutter aus dem sowjetisch besetzten Teil Polens zu holen, trennten sich die Geschwister. Die Spur von Maria Rubinstein verliert sich auf dem Weg in die Stadt Brody. Ihr Bruder erfuhr später, dass sie dort nie angekommen war.
In Krakau fand Sylvin Rubinstein in dem deutschen Hauptmann Kurt Werner (1897–1979) einen Förderer und Helfer. Werner, nach dem Krieg Lehrer in Gerlingen, warb ihn für eine Gruppe im Widerstand gegen den Nationalsozialismus in der südpolnischen Stadt Krosno an. Rubinstein verrichtete Botengänge und Anschläge, teilweise in Frauenkleidern. 1943 verhalf ihm Kurt Werner mit gefälschten Papieren zu einer Ausreise als sogenannter Fremdarbeiter nach Berlin. Dort erlebte er das Kriegsende. Sylvin zog nach Hamburg und trat dort als Tänzer und Travestiekünstler auf.
Sylvin Rubinstein lebte bis zu seinem Tod in Hamburg-St. Pauli. Am 30. April 2011 starb er in Hamburg. Sein Grab befindet sich auf dem Jüdischen Friedhof Ohlsdorf (Ilandkoppel).
Diverse Gegenstände und Bühnenkostüme von Sylvin befinden sich heute im Sankt-Pauli-Museum.

## Film
Über sein Leben drehten der Autor Kuno Kruse und der Kameramann Marian Czura den 90-minütigen Dokumentarfilm Er tanzte das Leben.